# Гербер, Олег Викторович
Олег Викторович Гербер — российский политический и государственный деятель, председатель Законодательного собрания Челябинской области.

## Биография
Родился 22 октября 1982 года в Норильске. В 2007 году окончил в своём родном городе индустриальный институт по специальности «Металлургия цветных металлов». После этого обучался в Санкт-Петербурге в Ленинградском государственном университете имени А. С. Пушкина, который окончил в 2018 году с отличием.
Был сотрудником Норильской городской администрации.
С 2019 года в течение четырёх лет являлся генеральным директором АО «Областное телевидение» и возглавлял акционерное некоммерческое общество «Центр общественного мониторинга и проектов Челябинской области». После этого с 1 августа 2023 года занял должность председателя Законодательного собрания Челябинской области.
С 2017 года состоит в партии «Единая Россия».
Состоит в браке, является отцом четверых детей.